# Cratere Daubrée
Daubrée è un cratere lunare di 14,67 km situato nella parte nord-orientale della faccia visibile della Luna.